# Municipio de Butler (condado de Adams)
El municipio de Butler (en inglés: Butler Township) es un municipio ubicado en el condado de Adams en el estado estadounidense de Pensilvania. En el año 2000 tenía una población de 2678 habitantes y una densidad poblacional de 43.1 personas por km².

## Geografía
El municipio de Butler se encuentra ubicado en las coordenadas 39°54′51″N 77°14′26″O / 39.91417, -77.24056.

## Demografía
Según la Oficina del Censo en 2000 los ingresos medios por hogar en la localidad eran de $43 640 y los ingresos medios por familia eran $48 527. Los hombres tenían unos ingresos medios de $32 014 frente a los $22 891 para las mujeres. La renta per cápita para la localidad era de $17 623. Alrededor del 7.5% de la población estaban por debajo del umbral de pobreza.